# Osteodes exumbrata
Osteodes exumbrata är en fjärilsart som beskrevs av Walker 1863. Osteodes exumbrata ingår i släktet Osteodes och familjen mätare. Inga underarter finns listade i Catalogue of Life.